# Ducat
Pour les articles homonymes, voir Ducat (homonymie).
Le ducat est une ancienne monnaie d'argent et d'or circulant à l'origine dans l'Europe du Moyen Âge à partir du XIIe siècle et dont l'usage se perpétua jusqu'au début du XXe siècle, notamment dans l'Empire austro-hongrois.

## Origine du nom
Son nom vient du latin médiéval ducalis. L'étymologie indique qu'il s'agit d'une monnaie à l'effigie d'un duc (dux) ou faisant mention d'un duché (ducatus). Le premier ducat est frappé en argent, en 1140 à Brindisi, dans les Pouilles, par le roi Roger II de Sicile à la suite des assises d'Ariano. La pièce, dont le type est marqué par la monnaie byzantine, prend son nom de la région où elle devait circuler : le duché des Pouilles, qui comprenait alors toute la partie continentale du royaume de Sicile, tandis que sur l'île de Sicile circulait le tari.
Au siècle suivant, le mot « ducat » est employé pour désigner toute sorte de monnaie d'or et d'argent.
Il y a eu de nombreux types de ducats. Le ducat en or de Venise a gagné une acceptation internationale grâce à la puissance commerciale maritime de cette république, comme précédemment la pièce en or médiévale byzantine hyperpyron, et à l'instar du florin et du thaler. Ces trois types de monnaies dominent les échanges financiers en Europe, du début du Moyen Âge jusqu'à la fin du XVIIIe siècle et furent supplantées au XIXe siècle par la livre sterling puis au XXe siècle par le dollar américain.

## Venise:ducato d'oroetzecchino

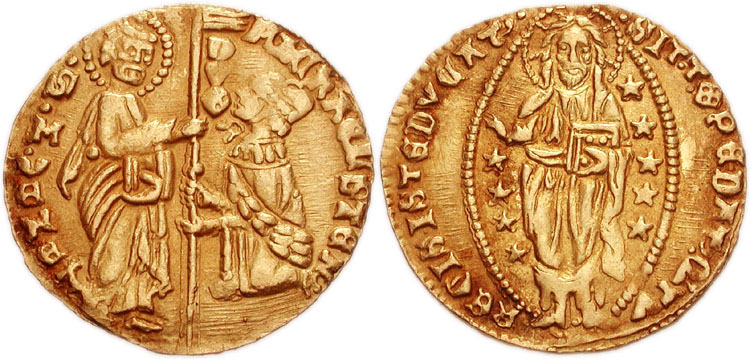
Ducat d'or vénitien, début du XIVe siècle, frappé sous le doge Michele Steno qui figure agenouillé devant saint Marc ; au revers le Christ en pied.

On parle, abusivement, de ducat lorsqu'on évoque la monnaie d'or du doge de Venise — doge, de dogat en dialecte vénitien, est l'équivalent de duc ou plutôt de celui qui exerce un pouvoir sur un territoire. Cette monnaie, émise à la suite d'un décret pris en 1284, prend le nom vernaculaire de sequin (du vénitien zecchino) à partir de la fin du XVe siècle et s'impose encore aujourd'hui dans la numismatique internationale : il existe en effet de nombreuses monnaies européennes qui s'appellent « ducat », d'où un risque de confusion onomastique. En effet, au départ, le ducat vénitien est une pièce d'argent calquée sur celui de Roger II (cf. ci-dessus). Elle ne devient une pièce d'or que trente ans après la création du fiorino et du genovino, dont elle s'inspire également, les deux pièces faisant environ 20 mm de diamètre et pèse 3,50 g d'or en moyenne. Les républiques de Florence et de Gênes revenaient dès 1250 à la monnaie d'or, qui n'avait pratiquement plus été frappée en Occident depuis le début du VIIIe siècle. En 1543 le ducat d'or vénitien change de nom d'usage, mais pas de forme, quand l'hôtel de la Monnaie, la Zecca de Venise, décide la frappe d'une grosse pièce d'argent (23,4 g) appelée ducato ; à compter de cette même date, le ducat d'or prend officiellement le nom de sequin (zecchino venant de Zecca), mais ce mot était passé dans le langage courant depuis longtemps (Tournai, 1400).
Au cours du XVe siècle, les négociants internationaux en Europe occidentale se sont déplacés du florin vers le ducat comme monnaie de thésaurisation. Comme la plupart des pays réformaient leurs monnaies, les marchands, inquiets, ont utilisé le plus souvent le ducat comme modèle du fait de sa constance en poids, de son bon aloi. Certaines pièce d’or de l’Empire ottoman, et le ducat castillan en témoignent.

## Ducats d'Espagne
Lorsque les Rois Catholiques, en 1497, reconstituèrent leur monnaie, ils statuèrent que le ducado, frappé en or, l'excelente de la granada, serait émis à l'équivalence de 375 maravedis (3,51 g d'or fin) et leur monnaie d'argent, le réal, à celle de 34 maravedis. Le ducado espagnol, frappé de 1497 à 1537, a donc une valeur de 375 maravédis. Il est en or quasi-pur (23 carats 3/4). Après 1537, le nombre des ducats en circulation diminue considérablement ; le ducat devient surtout unité de compte.

## Saint-Empire

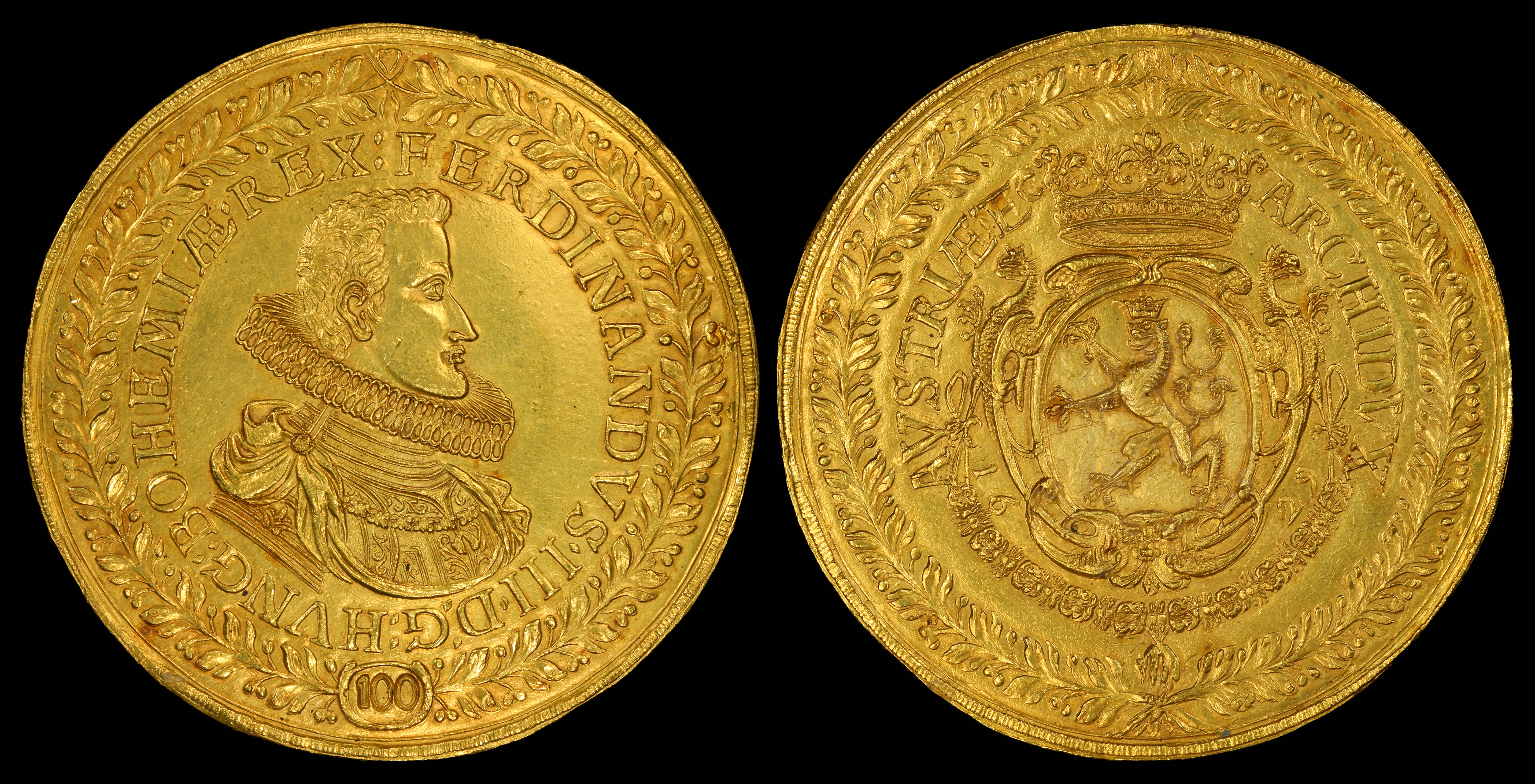
100 ducats (1629) figurant Ferdinand III de Habsbourg : 350 g d'or en un seul module (Washington, National Museum of American History).

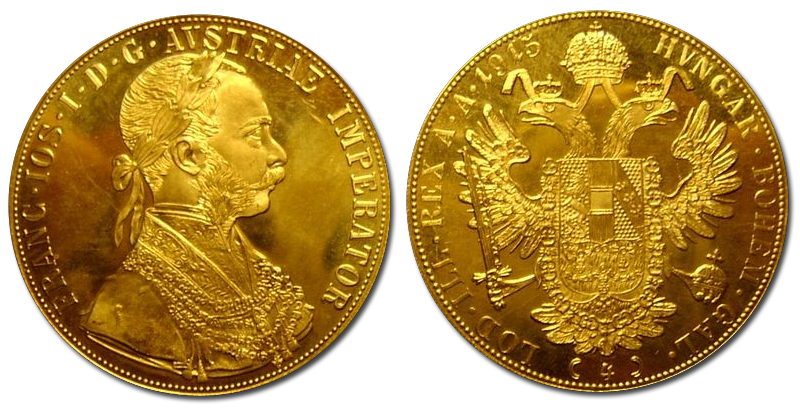
Pièce austro-hongroise de 4 ducats en or, 1915 (refrappe moderne, 14 g à 986 ‰, 40 mm ø).

Dans les limites du Saint-Empire romain, la réforme monétaire introduite par l'empereur Maximilien initia le monnayage des ducats d'or dès 1511. Outre en Autriche, on trouvait frappés des ducats dans les Pays-Bas espagnols, en Hongrie, etc..
Vienne a continué à frapper des ducats en or jusqu'en 1915 : la pièce de 4 ducats en or à l'effigie de l'empereur François-Joseph d'Autriche datée 1915 fut massivement refrappée à l'identique entre 1920 et 1936. De même, la monnaie des Pays-Bas modernes continua à frapper des ducats (dukaat) jusque dans les années 1930.
De 1816 à 1860, le ducat est la monnaie nationale du royaume des Deux-Siciles.
Il n'existe plus aujourd'hui de monnaie appelée ducat.
En 1913, un ducat d'or autrichien valait sur le marché des changes l'équivalent de « neuf shillings et quatre pence sterling, ou un peu plus de deux dollars américains. Le ducat d'argent est d'environ la moitié de cette valeur ».